# Российско-таиландские отношения
Российско-тайские отношения — отношения между Россией (Российская империя, Советский Союз, Российская Федерация) и Таиландом (Раттанакосин и Королевство Таиланд).

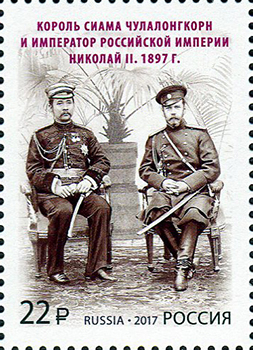
Марка Почты России с Совместный выпуск Российской Федерации и Королевства Таиланд. Государственные деятели Дипломатические отношения между Россией и Таиландом (Сиамом) были установлены официально во время визита короля Чулалонгкорна (Рамы V) в Российскую империю в июле 1897 года.

## Таиланд и Российская империя

### 1870—1914 года
На рубеже 1870‒1880-х центром российско-сиамской торговли был город Владивосток. В 1879 г. в город прибыло одно торговое судно из Сиама (для сравнения: из Великобритании 14, из Японии ‒ ни одного, из Германии ‒ 17, из Норвегии ‒ 3, из Дании ‒ 3, из США ‒ 1, из самой России ‒ только 4), в 1880 г. во Владивосток вновь прибыло одно сиамское торговое судно (для сравнения: из Великобритании ‒ 25, из Японии ‒ 1, из Германии ‒ 23, из Норвегии ‒ 1, из США ‒ 2, из Дании ‒ 4, из самой России ‒ 13).
В 1880-е гг. борьбу за Таиланд вели Англия и Франция, союзницей последней была Россия. В 1880 году была создана Тихоокеанская эскадра с базой во Владивостоке. В 1882 корабли этой эскадры были направлены в Сиамский залив, где была проведена военная демонстрация, которая должна была подтолкнуть правительство Таиланда на согласие строительства выгодного для французов канала между Сиамским заливом и Андаманским морем, то есть Тайского канала.
Командующий русской эскадры Авраамий Асланбегов посетил Бангкок, ему предложили заключить торговый договор. В начале 1890-х подобное же предложение получил великий князь Николай, путешествовавший тогда по восточным странам. Но оно не было принято и на этот раз.
Во второй половине 1890-х гг. в результате обострения российско-английских отношений у Российской империи появился интерес к данному региону. В 1897 правитель Сиама Чулалонгкорн совершил поездку в Европу, посетил Петербург, в результате чего были установлены дипломатические отношения, закреплённые в соответствующем договоре.
14 мая 1898 была открыта миссия России в Сиаме, поверенным был послан Оларовский. Правительство Сиама видело в этом посольстве залог сохранения независимости. При дворе действовала «русская партия». Сиам, в итоге, действительно не был колонизирован, хотя и был разделён на сферу английского и французского влияний.
После русско-японской войны 1904‒1905 гг. позиции России на Дальнем Востоке ослабли и Сиам переориентировался на Германию.

### Первая мировая война
Россия, как член Антанты, вместе с другими союзниками стремилась убедить Сиам отказаться от нейтралитета и вступить в войну на стороне Антанты. Сиамское правительство, в свою очередь, пыталось использовать эту ситуацию для укрепления своей независимости и отмены неравноправных договоров. Несмотря на дипломатические усилия России, включая предложение отказаться от права экстерриториальности для своих подданных в Сиаме, существенного прогресса в двусторонних отношениях достигнуто не было. После Февральской революции 1917 года в России отношения между странами осложнились ещё больше, что привело к временному прерыванию дипломатических отношений. 22 июля 1917 года Сиам объявил войну Германской империи и Австро-Венгрии и послал экспедиционный корпус на Западный фронт. Россия и Сиам стали союзниками в войне против Центральных держав.

## Таиланд и Советский союз
20 ноября 1917 г. Советская Россия отказалась от всех неравноправных договоров со странами Востока, в том числе это касается и упомянутого выше договора 1898 года.
12 марта 1941 г. — установление дипломатических отношения между СССР и Таиландом (на тот период в СССР было принято написание Королевство Таи).
12 марта с. г., в связи с установлением дипломатических и торговых отношений между СССР и Королевством Таи, Заместитель Народного Комиссара Иностранных Дел тов. С. А. Лозовский дал завтрак в честь Чрезвыйчайного Посланника и Полномочного Министра Таи г-на Пра Прасасна Бидияюда, на котором присутствовали ответственные работники НКИД и ответственные работники НКВТ, во главе с Заместителем Народного Комиссара Внешней Торговли тов. Ю. М. Кагановичем. 
12 марта с. г. из Москвы выехал Чрезвычайный Посланник и Полномочный Министр Таи г. Пра Прасасна Бидияюда.
На Белорусском вокзале г-на Пра Прасасна Бтдияюда провожали: Генеральный секретарь НКИД тов. А. А. Соболев, член Коллегии НКВТ Начальник Восточного Управления тов. П. Н. Кумыкин, Зав. 2-м Дальневосточным Отделом НКВТ тов. С. К. Царапник, Начальник Протокольной части НКВТ тов. С. А. Шивков, Зам Зав. Протокольным Отделом НКИД тов. Ф. Ф. Молочков и Пом. Зав. 1-м Дальневосточным Отделом НКИД тов. Н. М. Лифанов. 
- В 1941‒1943 гг. несмотря на союз с Японией Таиланд через посредников поставлял в СССР каучук для нужд оборонной промышленности (каучуковые плантации британских колоний были захвачены японцами). В 1943 г. японцы перешли к прямой оккупации Таиланда, и поставки прекратились.[5]
- 1947 г. — заключено соглашение об обмене дипломатическими представительствами. Первый Чрезвычайный и Полномочный Посланник СССР в Сиаме (с 1948 г. в Таиланде) 3 июля 1947 г. ‒ 19 декабря 1950 г. Сергей Сергеевич Немчина.
- 1947 г. — прибытие в Москву первой официальной делегации из Таиланда на празднование 800-летия Москвы.[6]
- 1948 г. — открыто посольство СССР в Бангкоке.
- 1948 г. — открытие в Бангкоке представительства объединения «Экспортхлеб», занимавшееся изучением рынка экспортных товаров для расширения экономических связей СССР и Таиланда.[6]
- Март 1979 г. — официальный визит премьер-министр Таиланда Криангсака Чаманана в СССР, в ходе которого было создано Общество советско-таиландской дружбы.
- 1980 г. — основано общество «СССР‒Таиланд». В Москве состоялась учредительная конференция общества «СССР‒Таиланд». Создание общества — яркое подтверждение крепких чувств симпатии советских людей к талантливому и трудолюбивому народу Таиланда и огромного желания содействовать дальнейшему укреплению дружбы и взаимопонимания, развитию культурного сотрудничества. Президентом нового общества «СССР‒Таиланд» избран заместитель министра гражданской авиации СССР Леонид Свечников.[7]
- 1987 г. — обмен визитами министров иностранных дел
- 1988 г. (16-22 мая) — по приглашению Совета министров СССР официальный визит в Москву нанес премьер-министр Прем Тинсуланон.[8]
- 1989 г. — официальный визит наследного принца Маха Вачиралонгкорна.[5]
- 2 июня 1989 г. — в Москве основывается первое совместное предприятие СССР и Таиланда «Совпак» (уставной капитал 60 тыс. руб., учредители: научно-производственное объединение «Полимербыт» (51 %) и бангкокская фирма «Аскак Лимитед Ко» 49 %). Предприятие занималось разработкой товаров народного потребления на базе полимерных материалов и других изделий из пластмасс и их сбытом.[9]
- 11‒12 февраля 1990 г. — с ответным визитом в Бангкоке побывал Председатель Совета Министров СССР Н. И. Рыжков. Король Таиланда дал аудиенцию Н. И. Рыжкову.[10] Также была проведена закрытая встреча "один на один" с премьер-министром Чатчай Чунчхаваном, после которой состоялись официальные переговоры с участием официальных лиц. В ходе переговоров стороны обсудили такие вопросы, как расширение экономических связей двух стран и урегулирование камбоджийского кризиса после вывода вьетнамских войск из страны. Также стороны высказали поддержку политике нового политического мышления, и приветствовали советско-американские переговоры на Мальте. В конце переговоров были «подписаны протокол о реализации межправительственного соглашения о научно-техническом сотрудничестве и создании рабочей группы по науки и технике, программа культурных и научных обменов между правительством СССР и правительством Таиланда на 1990—1991 гг., межправительственное соглашение о взаимном предоставлении земельных участков для строительства здании посольств СССР и Таиланда в Бангкоке и Москве».[11] 12 февраля в Доме правительства премьер-министром и его супругой был дан завтрак в честь Н. И. Рыжкова и его жены Людмилы Сергеевны.[12]

## Таиланд и Российская Федерация
28 декабря 1991 г. — таиландское правительство признало Российскую Федерацию в качестве суверенного государства.
С тех пор был заключён ряд важнейших соглашений, действующих и по сей день, среди которых:
Соглашение о создании совместной двусторонней комиссии (Подписано 15 сентября 1993 г.)
Конвенция об избежании двойного налогообложения. (Подписана 23 сентября 1999 г.)
Соглашение о сотрудничестве в области культуры (Подписан 25 февраля 2000 г.)
Соглашение о сотрудничестве в области туризма (Подписан 25 февраля 2002 г.)
Соглашение об взаимной отмене визовых требований для дипломатических и официальных паспортов (Подписано 17 октября 2002 г.)
Соглашения о взаимном поощрении и защите инвестиций (Подписано 17 октября 2002 г.)
Соглашение о прекращении задолженности Российской Федерации перед Королевством Таиланд (подписано 21 октября 2003 г.)
Меморандум о взаимопонимании по вопросам передачи военной поддержки между правительством Королевства Таиланд и правительством Российской Федерации. (Подписан 21 октября 2003 г.)
Соглашение о сотрудничестве в области образования (подписано 1 декабря 2004 г.)
Соглашение об условиях отказа от визовых формальностей для обыкновенных загранпаспортов (подписано 13 декабря 2005 г. и вступившее в силу 24 марта 2007 г.)

В октябре 2008 г. был подписан контракт о закупке у России трёх вертолетов Ми-17 на сумму $27,5 млн.
15 июля 2023 года — официальное открытие Генерального консульства Российской Федерации на острове Пхукет. На церемонии открытия присутствовал Министр иностранных дел Сергей Лавров.